# Colégio Salesiano de Salvador
O Colégio Salesiano de Salvador, conhecido popularmente como Salesiano de Salvador, é uma instituição de ensino particular do município brasileiro de Salvador, no estado da Bahia. Oferece a educação infantil e os ensinos fundamental e médio através do material didático da Rede Salesiana Brasil de Escolas (RSB-Escolas). Faz parte assim dos Salesianos de Dom Bosco, congregação da Igreja Católica fundada por Dom Bosco em 1859.
Denominado originalmente de Liceu Salesiano do Salvador, foi fundado pelo padre Luis Della Valle e o irmão Valli em 11 de março de 1900, em cerimônia que contou com a participação de autoridades e da elite da cidade. Tinha dentre seus principais objetivos iniciais fornecer formação profissional. Em 1910, entrou em funcionamento o ginásio secundário.
O prédio da escola apresenta influências neoclássica e moderna e corresponde a uma das primeiras obras da Pia Sociedade São Francisco de Sales no Brasil. Em 2005, foi criada uma segunda unidade em Salvador, denominada Colégio Salesiano Dom Bosco.

## História
Foi fundada em 1900 por um padre soteropolitano com a construção da Igreja de Nossa Senhora Auxiliadora, a padroeira do colégio. Nos próximos anos, era o colégio da elite de Salvador, pois era o único colégio de padres moderno para a época. Hoje, é direcionado pelo Padre Eliano Queiroz.
Transcorria o ano de 1892, quando o General Dr. José Leôncio de Medeiros, então presidente da Sociedade de São Vicente de Paulo, empolgado pela leitura de um livro que noticiava o progresso surpreendente da Congregação Salesiana no mundo, lança para seus confrades a resolução que concebera de estabelecer em nossa cidade a Obra de Dom Bosco, ideia que foi de logo aceita e imediatamente começam os esforços para angariar meios para realização de um sonho. Contando com membros importantes da sociedade, os recursos foram surgindo e se acumulando. A poetisa Amélia Rodrigues foi um braço forte, assim como o Cons. Luiz Viana.
Em 1896, mais precisamente em 24 de maio, o Arcebispo da Bahia, Dom Jerônimo Tomé da Silva, publica uma carta pastoral conclamando seus diocesanos para a construção de um Colégio Salesiano em Salvador.
No começo de 1897, chega à Bahia o primeiro Salesianos, o Padre Lourenço Giordano. Foi falar com o arcebispo para se entender sobre a nova fundação. Em setembro do mesmo ano, o General Dr. José Leôncio de Medeiros, vai a Recife buscar o Pe. Giordano que deverá escolher o lugar. Ele percorre ruas e bairros, e Nazaré foi o local escolhido. Efetuada a compra do terreno, inicia-se a construção do magnífico prédio.
Em 5 de novembro de 1899, o Pe. Luiz Della Valle toma posse do novo estabelecimento e em 11 de março de 1900 é inaugurado o Liceu Salesiano do Salvador cuja ata da sessão solene de inauguração é transcrita na íntegra, como consta nos originais.

## Estrutura
Embora a sua fachada represente o estilo arquitetônico do início do século XX, a estrutura interna do Colégio foi gradativamente adaptada às exigências de cada época. São: 62 salas de aula com mobiliário ergonômico, uma com BrightLink (projetores interativos) e quatro salas de professores; três laboratórios de informática, três laboratórios (um de ciências, um de física e um de química); duas salas de música e duas de artes; complexo poliesportivo com três quadras externas e uma coberta, quadra infantil, piscina semiolímpica e ginásio coberto; parque infantil, três cantinas; biblioteca equipada multimídia; auditório e teatro com 482 lugares. Há ainda o Santuário Nossa Senhora Auxiliadora.[carece de fontes?]